# Fortezza di San Nicolò
La fortezza di San Nicolò (chiamata anche fortezza di San Niccolò o di San Nicola; in croato tvrđava Sv. Nikole) è un forte marittimo veneziano situato nelle vicinanze della città di Sebenico, nella Dalmazia centrale, in Croazia.
Il forte di San Nicolò venne costruito dalla Repubblica di Venezia nel XVI secolo sull'isola di Ljuljevac, che si trova di fronte al faro della spiaggia di punta Sant'Andrea (rt Jadrija), sul lato sinistro (meridionale) dello sbocco del canale marittimo di Sant'Antonio (kanal Sv. Ante), il quale conduce alla città di Sebenico.
La struttura rinascimentale costituisce uno dei rari esempi di fortificazione a forma triangolare, nonché una delle prime realizzazioni della cosiddetta opera a corno o a tenaglia.
Dal 9 luglio 2017 la fortezza di San Nicolò è stata riconosciuta dall'UNESCO quale patrimonio dell'umanità all'interno del sito transnazionale delle Opere di difesa veneziane tra XVI e XVII secolo: Stato da Terra-Stato da Mar occidentale.

## Storia

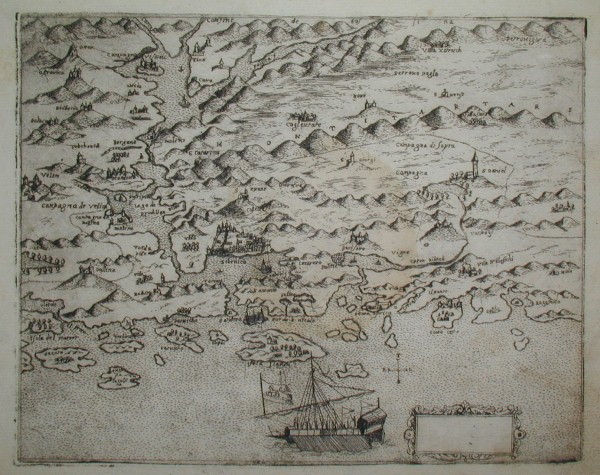
Mappa di Sebenico del XVI secolo

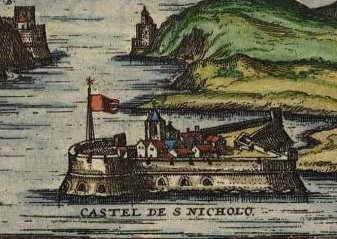
Castel de S. Nicholo

Il forte prese il nome dal monastero benedettino di San Nicola che era sito sull'isolotto e che venne distrutto per realizzare la fortificazione. Prima della costruzione del forte vi erano anche due torri medievali (anch'esse demolite) poste ai lati del canale di Sant'Antonio, da cui era stesa una catena con lame di ferro per prevenire l'ingresso non voluto di navi e imbarcazioni.
Le ragioni che portarono alla costruzione della fortezza furono conseguenza della caduta della città di Scardona in mano dei turchi nel 1522: tale conquista permetteva agli ottomani una comoda posizione per i propri collegamenti marittimi all'interno del territorio già conquistato e in particolare per il commercio ed esportazione delle materie prime. 

Dato l'avanzamento dell'espansione turca, la città e il porto di Sebenico erano evidentemente minacciati, essendo una delle città veneziane strategicamente più importanti della costa dell'Adriatico. Sebenico era infatti considerata una città portuale sicura, dal momento che si può accedere ad essa solo attraverso l'unico ingresso costituito dal lungo canale di Sant'Antonio che conduce alla baia di Sebenico: per tale motivi la Repubblica di Venezia decise di realizzare una nuova fortezza a difesa del canale.
La prima proposta di costruire una fortezza risale al 1524 e il 30 aprile 1525, su richiesta della popolazione di Sebenico, il capitano veneziano Aloisio De Canal decise di costruire un forte sull'isola di Ljuljevac al fine di prevenire l'arrivo delle navi turco-ottomane.
Tuttavia per l'avvio dei lavori si dovette attendere l'arrivo in Dalmazia nel 1540 degli ingegneri militari veneziani Michele Sanmicheli e il nipote Giangirolamo, il quale fece gettare le fondamenta del forte. In particolare, quest'ultimo progettò un piano di difesa che includeva sia il miglioramento del sistema di fortificazione esistente sia la costruzione di nuove strutture difensive, tra cui una nuova da realizzare sull'isola di Ljuljevac. I nuovi piani difensivi furono subito accettati dalle autorità veneziane, dato che la priorità era quella di difendere la città dalla minaccia che poteva venire dal mare, e i lavori di costruzione della fortezza di San Nicolò iniziarono nello stesso anno 1540 e si conclusero nel 1547.
Il monastero di San Nicola venne demolito, mentre l'omonima chiesa venne sostituita da una nuova cappella edificata nell'angolo nord-occidentale della terrazza della fortezza.
La fortezza venne armata con 32 cannoni, sebbene l'imponente aspetto e le dimensioni rappresentassero una minaccia più grande per il nemico rispetto all'artiglieria.

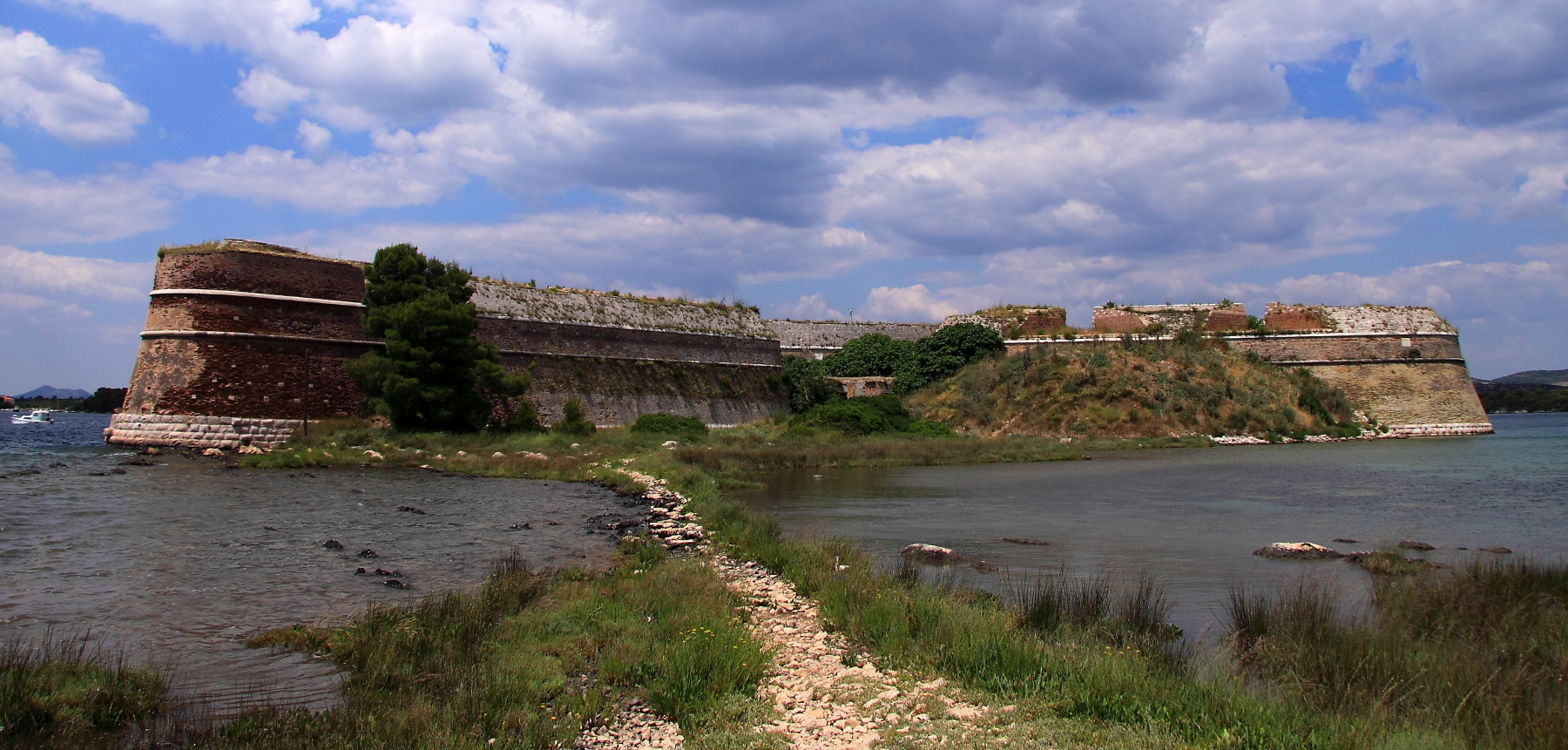
Accesso alla fortezza

La città di Sebenico era protetta da quattro fortificazioni:
- fortezza di San Nicolò (tvrđava Sv. Nikole);
- fortezza di San Michele (tvrđava Sv. Mihovila), distrutta nel 1221 dai cittadini sebenzani per cacciare il rettore croato Domaldo e affermare l'indipendenza comunale; in seguito fu ricostruita col nome di castello di Sant'Anna[7][16][17] o forte di Sant'Anna[3] (trdava Sv. Ana) e risulta essere la più antica fortificazione della città;
- fortezza di San Giovanni (tvrđava Sv. Ivana), eretta dai Veneziani nel 1646 a quota 125 m[16][18];
- fortezza detta il Barone[16][19] (tvrđava Šubićevac), così chiamata in memoria del barone Christoph Martin von Degenfeld che la fece erigere nel 1646[16][18].

Solo la fortezza di San Nicolò è situata sul mare, mentre le altre sono in terraferma.

## Architettura

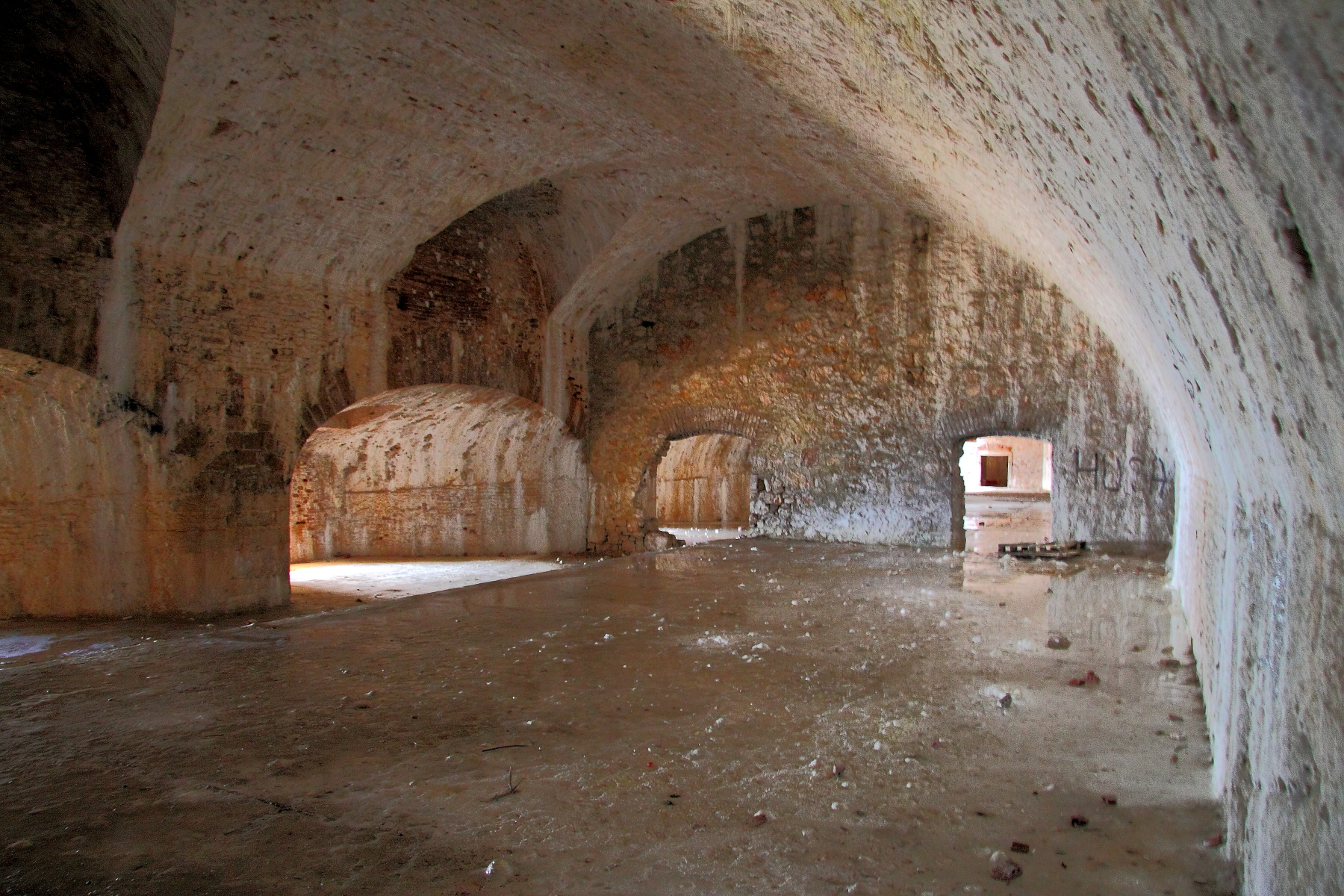
Interno della fortezza di San Nicolò

Una descrizione della fortezza di San Nicolò è fornita da Giovanni Battista Giustiani, a seguito della conclusione dei lavori nel 1553: viene menzionata la parte circolare del forte, che il Sanmicheli aveva chiamato torion, che costituisce la piccola piazza in cui si trova la cappella, realizzata probabilmente sul sito della ex chiesa. La fortezza occupa la maggior parte dell'isola e fu costruita su un crinale, sfrutta in parte le rocce vive. Giangirolamo la progettò come una fortezza sicura a forma di un triangolo, con tre bastioni difensivi in primo piano e differenti materiali: la base (al sotto del livello del mare e immediatamente sopra ad esso) sono in pietra, mentre la parte superiore fu costruita in mattoni, materiale comune per le fortificazioni veneziane dell'epoca, ma insolito ed innovativo per il territorio dalmata. L'utilizzo del mattone aveva motivazioni pratiche dal punto di vista militare, poiché attenuava maggiormente l'impatto dei proiettili lanciati dalle granate.

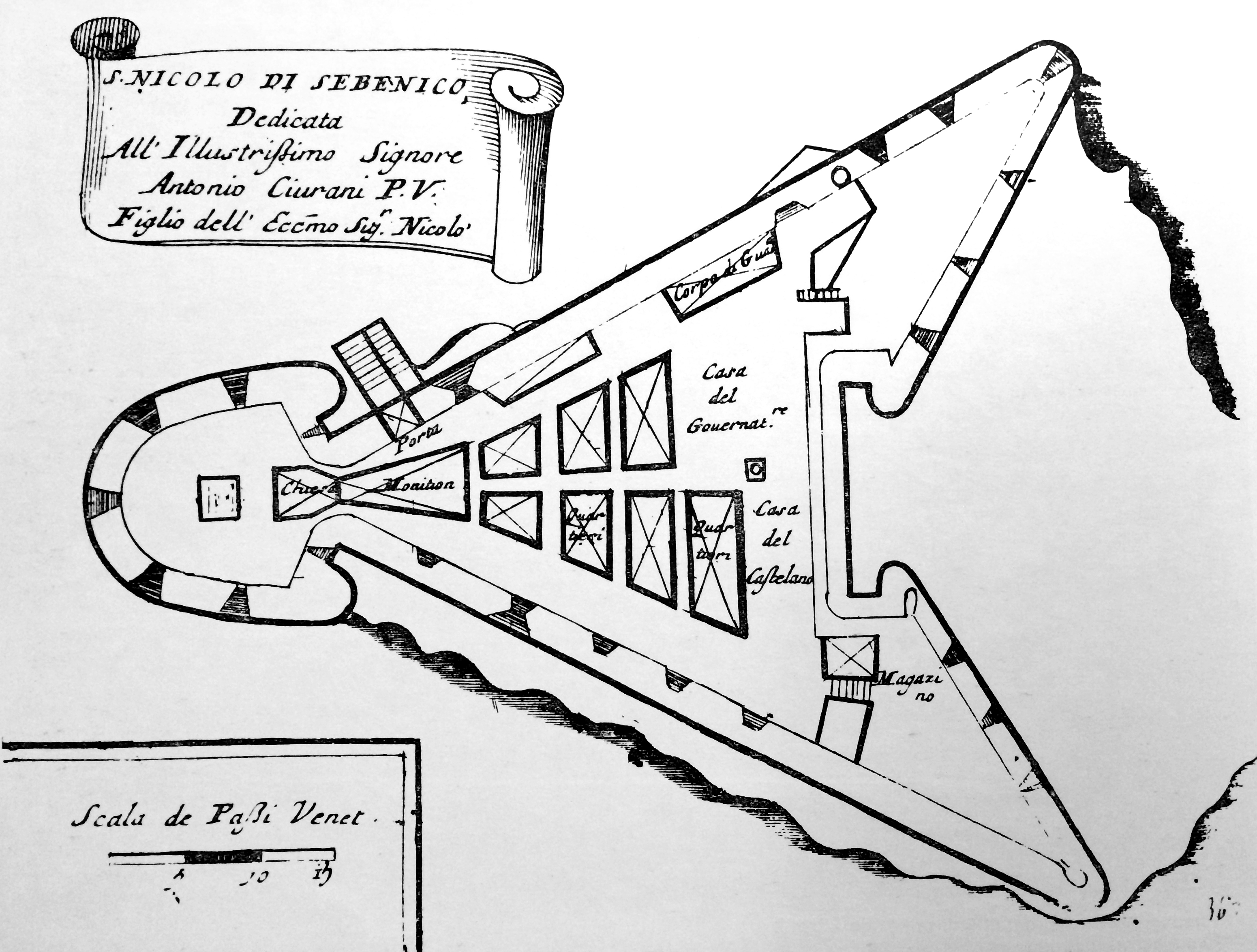
Mappa di Vincenzo Coronelli (1667)

La parte più interessante della fortezza consiste nella sua stessa forma, triangolare. In generale, le opere architettoniche a forma di triangolo sono rare in Croazia, così come in Europa; tuttavia, alcuni esempi si trovano in Italia (fortezza di Sarzanello del 1493, la rocca di Ostia del 1482 e il castello d'Aquino a Rocchetta Sant'Antonio del 1507), mentre in Croazia si trova ad esempio nella fortezza di Sisak (1544) e la fortica di Otočac del 1619 (oggi in rovina). Peraltro, quella di San Nicolò è a sua volta diversa, per l'assenza di torri in primo piano. Inoltre, l'altezza del muro di cinta, dei bastioni e del Torion fa sì che l'intera fortezza appaia come un unico spazio imponente. È probabile che la forma triangolare sia stata determinata dalla forma e dallo spazio disponibile dell'isola di Ljuljevac, mentre un'ulteriore spiegazione può essere data considerando che durante il Rinascimento si era soliti realizzare corpi geometrici di base e figure. Non bisogna infine dimenticare la costruzione di un triangolo fu la più economica, veloce e semplice per fortificare la zona.
Un'altra particolarità della fortezza di San Nicolò è la presenza di un'opera a corno o a tenaglia nella parte posteriore, che costituisce il primo esempio noto di tale accorgimento nell'architettura militare veneziana.

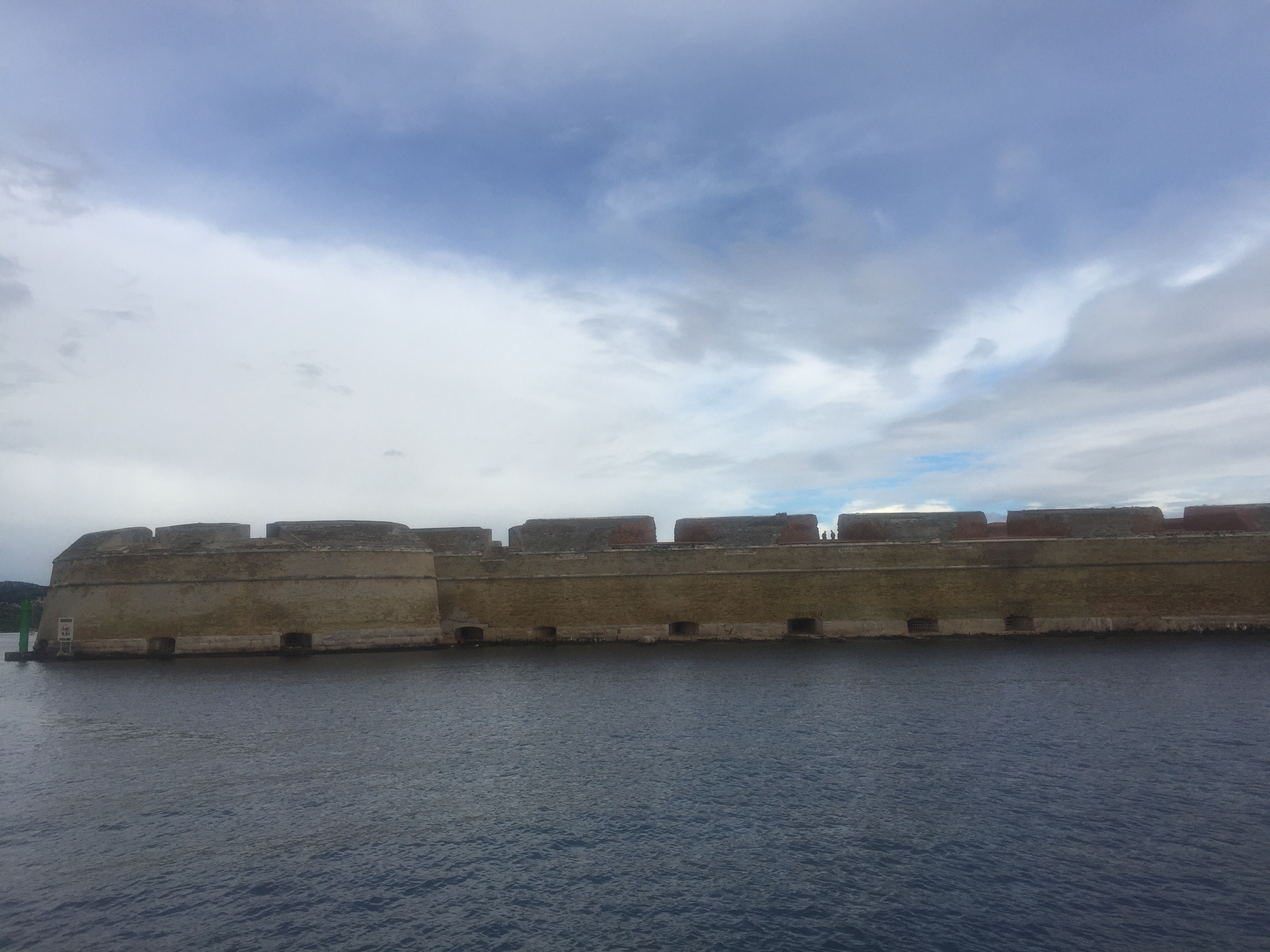
Vista esterna della fortezza

Insieme alle fortificazioni di Zara, la fortezza di San Nicolò è uno dei più preziosi e meglio conservati esempi di architettura militare rinascimentale in Dalmazia. La fortezza venne realizzata in mattoni perché questo materiale è considerato più resistente ed elastico alle cannonate, mentre le fondazioni sono in pietra.
In realtà, la fortezza non ha mai adempiuto alla sua funzione, nel senso che non fu mai teatro di scontri difensivi: il forte marittimo infatti sembrava così imponente che nessuno osava nemmeno avvicinarsi e, in fin dei conti, lo scopo principale di queste fortificazioni era appunto spaventare e disperdere eventuali aggressori.

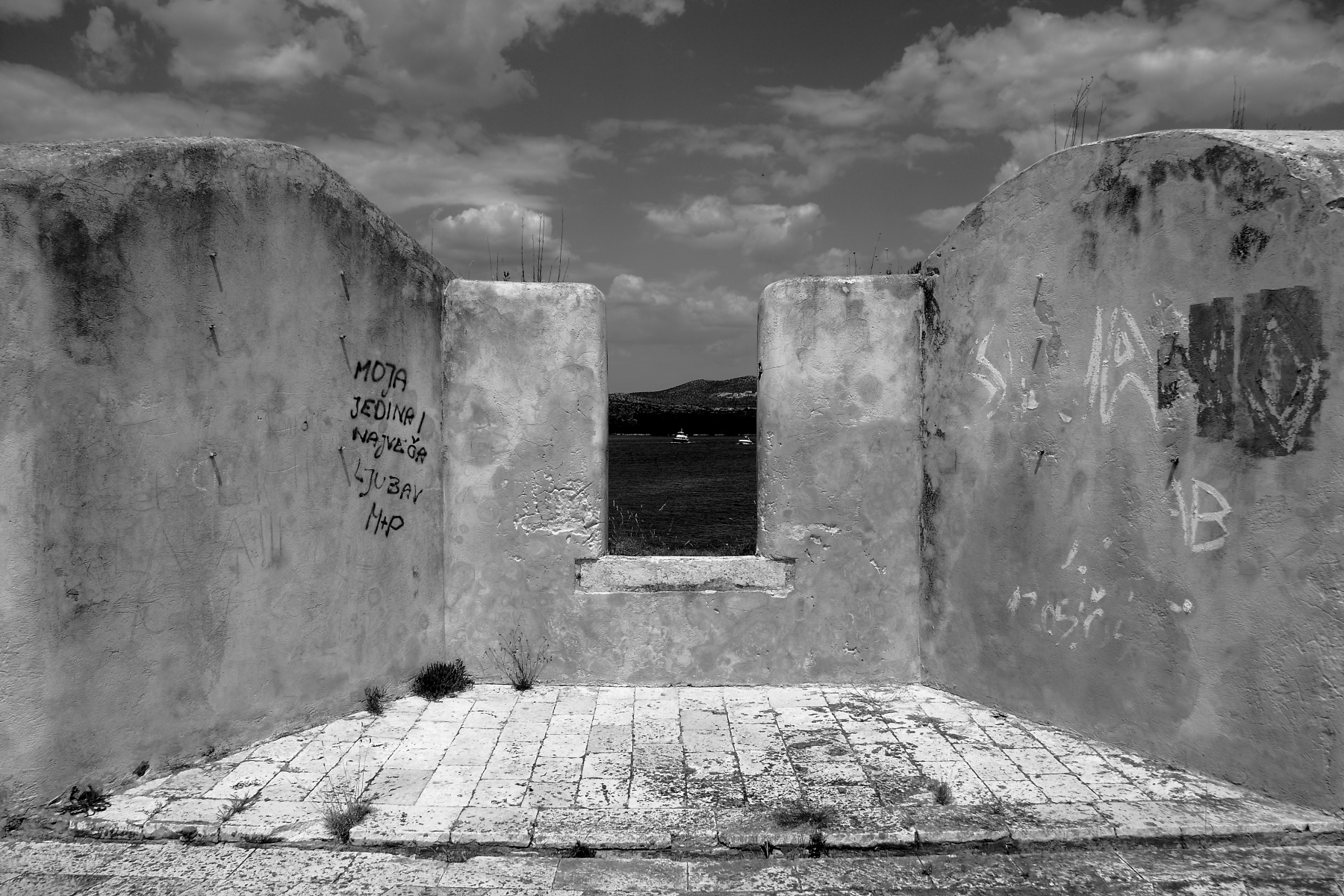
Parte superiore della fortezza

Alcune fonti ricordano un solo ed unico tentativo di attacco, quando nei pressi di Zlarino una nave spagnola sparò in direzione della fortezza; tuttavia, a causa del disintegrarsi della piattaforma di legno marcio su cui erano appoggiati i cannoni, la palla di cannone cadde a pochi metri dalla fortezza.
Anche se non raggiunse mai la sua funzione primaria, la fortezza venne armata e presidiata fin dal principio, tanto che già nel 1546 venne nominato il primo castellano. Nella descrizione di Giustiniani si cita l'organizzazione delle forze militari: vi era una guarnigione di 25 soldati e cinque cannonieri, regolarmente scelti tra i ranghi della nobiltà veneziana per un periodo di due anni. Durante il loro mandato, non era loro permesso di lasciare il forte sotto la minaccia della pena di morte e il loro compito, in realtà, era più di natura politica, sebbene il loro comandante (chiamato "castellano") fosse inquadrato militarmente come capitano.
Durante i secoli, la struttura ha servito vari eserciti e ha subito numerose ristrutturazioni, alcune delle quali sono state rese necessarie a causa dello sviluppo della tecnologia bellica. La fortezza venne completamente dismessa militarmente nel 1979 e da allora è stata ristrutturata.

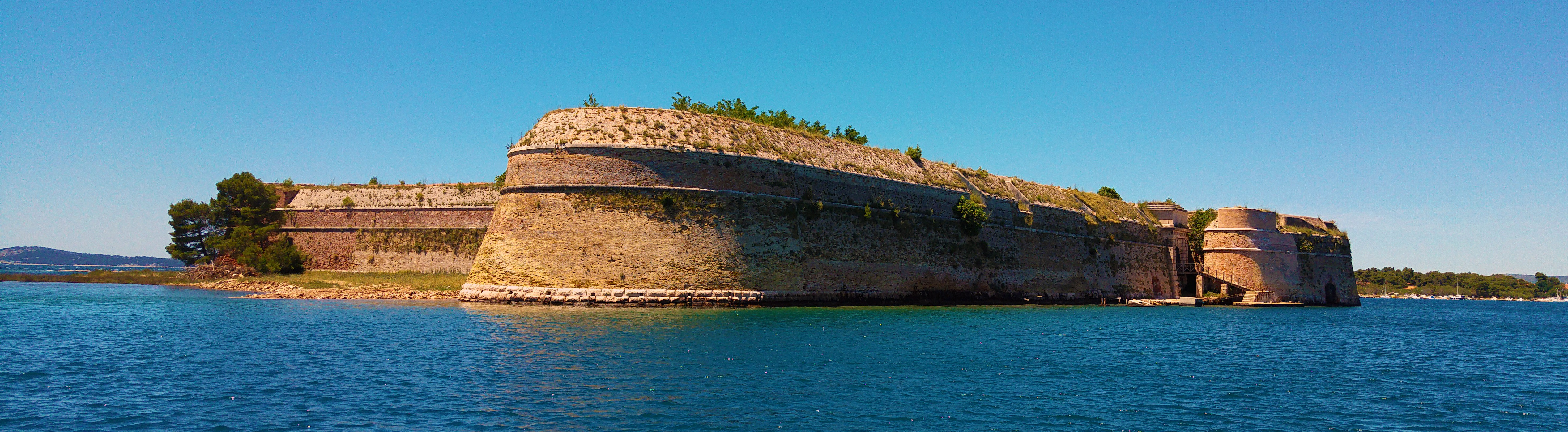
Panorama